# NGC 768
NGC 768 је спирална галаксија у сазвежђу Кит која се налази на NGC листи објеката дубоког неба.
Деклинација објекта је + 0° 31' 44" а ректасцензија 1h 58m 40,8s. Привидна величина (магнитуда) објекта NGC 768 износи 13,3 а фотографска магнитуда 14,1. Налази се на удаљености од 91,780 милиона парсека од Сунца. NGC 768 је још познат и под ознакама UGC 1457, MCG 0-6-16, CGCG 387-18, IRAS 01561+0017, KUG 0156+002, KCPG 49A, PGC 7465.